# Tropisetron
Tropisetron là một chất đối kháng thụ thể serotonin 5-HT 3 được sử dụng chủ yếu như một chất chống nôn để điều trị buồn nôn và nôn sau khi hóa trị, mặc dù nó đã được sử dụng làm thuốc giảm đau trong trường hợp đau cơ xơ hóa.
Nó được cấp bằng sáng chế vào năm 1982 và được chấp thuận cho sử dụng y tế vào năm 1992. Nó được Novartis bán ở Châu Âu, Úc, New Zealand, Nhật Bản, Hàn Quốc và Philippines với tên Navoban, nhưng không có sẵn ở Hoa Kỳ. từ Phòng thí nghiệm dược phẩm Novell và được bán ở một số nước châu Á với tên Setrovel.

## Dược lý
Tropisetron hoạt động như một chất đối kháng thụ thể 5-HT 3 chọn lọc và chất chủ vận thụ thể α 7 -nicotinic.

## Tác dụng phụ
Tropisetron là một loại thuốc dung nạp tốt với ít tác dụng phụ. Nhức đầu, táo bón và chóng mặt là những tác dụng phụ được báo cáo phổ biến nhất liên quan đến việc sử dụng nó. Hạ huyết áp, tăng men gan thoáng qua, hội chứng mẫn cảm miễn dịch và tác dụng phụ ngoại tháp cũng có liên quan đến việc sử dụng ít nhất một lần. Không có tương tác thuốc đáng kể nào được báo cáo khi sử dụng thuốc này. Nó bị phá vỡ bởi hệ thống cytochrom P450 ở gan và nó ít ảnh hưởng đến quá trình chuyển hóa của các loại thuốc khác bị phá vỡ bởi hệ thống này.

## Công dụng khác
Là một vết bẩn sinh học và như trypanocide.